# Воца, Идриз
Идриз Воца (алб. Idriz Voca; 15 мая 1997, Швейцария) — косоварский футболист, полузащитник турецкого клуба «Анкарагюджю» и сборной Косова.

## Клубная карьера
Идриз Воца — воспитанник швейцарского клуба «Люцерн». 17 апреля 2017 года он дебютировал в швейцарской Суперлиге, выйдя на замену в самой концовке домашнего поединка против «Санкт-Галлена». 26 августа 2016 года Воца забил свой первый гол на высшем уровне, ставший единственным и победным в гостевом матче с «Санкт-Галленом».

## Карьера в сборной
24 марта 2018 года Идриз Воца дебютировал в составе сборной Косова в товарищеском матче против команды Мадагаскара, выйдя на замену в конце поединка.

## Статистика выступлений

### В сборной
| Матчи и голы Идриза Воцы за сборную Косова | Матчи и голы Идриза Воцы за сборную Косова | Матчи и голы Идриза Воцы за сборную Косова | Матчи и голы Идриза Воцы за сборную Косова | Матчи и голы Идриза Воцы за сборную Косова | Матчи и голы Идриза Воцы за сборную Косова | Матчи и голы Идриза Воцы за сборную Косова |
| №                                          | Дата                                       | Место проведения                           | Соперник                                   | Счёт                                       | Голы                                       | Соревнование                               |
| ------------------------------------------ | ------------------------------------------ | ------------------------------------------ | ------------------------------------------ | ------------------------------------------ | ------------------------------------------ | ------------------------------------------ |
| 1                                          | 24 марта 2018                              | Жан Роллан, Франконвиль                    | Мадагаскар                                 | 1:0                                        | 1                                          | Товарищеский матч                          |
| 2                                          | 27 марта 2018                              | Жан Роллан, Франконвиль                    | Буркина-Фасо                               | 2:0                                        | 0                                          | Товарищеский матч                          |
| 3                                          | 7 сентября 2018                            | Олимпийский, Баку                          | Азербайджан                                | 0:0                                        | 0                                          | Лига наций УЕФА 2018/2019                  |

Итого: 3 матча / 0 голов; eu-football.info.